# Michele Marcolini
Michele Marcolini (ur. 2 października 1975 w Savonie) – włoski piłkarz występujący na pozycji lewego pomocnika, a także trener.

## Kariera klubowa
Michele Marcolini zawodową karierę rozpoczął w 1993 w pierwszoligowym Torino FC. Nie zanotował w jego barwach żadnego oficjalnego występu i po roku odszedł do klubu AS Sora. Z nim przez 3 lata występował w rozgrywkach Serie C1, po czym latem 1997 podpisał kontrakt z Bari. W Serie A zadebiutował 23 listopada w przegranym 0:1 spotkaniu z Sampdorią. Marcolini stał się podstawowym zawodnikiem swojej drużyny i razem z nią plasował się w środkowych rejonach tabeli pierwszej ligi. W sezonie 2000/2001 Bari zakończyło rozgrywki na 18. pozycji i spadło do Serie B.
Podczas letniego okienka transferowego w 2001 Marcolini odszedł do Vicenzy, dla której przez 2 lata rozegrał 70 spotkań w Serie B i strzelił 11 goli. W 2003 włoski pomocnik przeniósł się do Atalanty BC i już w sezonie 2003/2004 awansował z nią do pierwszej ligi. Po roku gry w najwyższej klasie rozgrywek w kraju Atalanta spadła do drugiej ligi.
Latem 2006 Marcolini został piłkarzem Chievo Werona. W jego barwach ligowy debiut zanotował 10 września w przegranym 1:2 spotkaniu ze Sieną. Chievo zajęło w Serie A 18. lokatę i spadło do drugiej ligi. Klub z Werony zwyciężył jednak w rozgrywkach Serie B i powrócił do pierwszej ligi. 18 stycznia 2009 Marcolini strzelił oba gole w zwycięskim 2:1 meczu ligowym z SSC Napoli. 4 października dzięki dwóm bramkom Włocha Chievo pokonało 2:1 Cagliari Calcio.

## Kariera reprezentacyjna
Marcolini rozegrał 9 meczów dla juniorskich reprezentacji Włoch.